# ایوان کانتن
ایوان کانتن (فرانسوی: Yvan Quentin‎؛ زادهٔ ۲ مهٔ ۱۹۷۰) بازیکن فوتبال اهل سوئیس بود.
از باشگاه‌هایی که در آن بازی کرده‌است می‌توان به باشگاه فوتبال سیون و باشگاه فوتبال زوریخ اشاره کرد.
وی همچنین در تیم ملی فوتبال سوئیس بازی کرده‌است.